# Aderbal Jurema

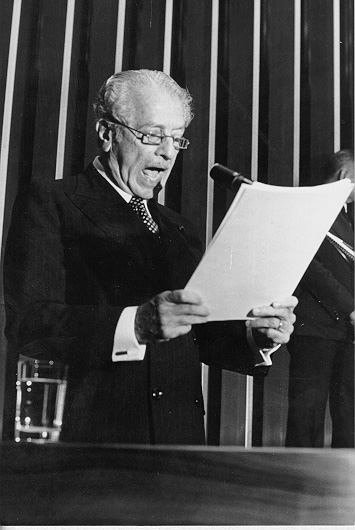
Aderbal Jurema

Aderbal de Araújo Jurema (* 17. August 1912 in João Pessoa, Paraíba; † 19. Mai 1986 in São Paulo) war ein brasilianischer Rechtsanwalt, Journalist und Politiker, der unter anderem zwischen 1958 und 1978 Mitglied der Abgeordnetenkammer sowie von 1979 bis zu seinem Tode 1986 Mitglied des Bundessenats war.

## Leben
Aderbal de Araújo Jurema begann nach dem Besuch des Ginásio Oswaldo Cruz in Recife 1931 ein Studium der Rechtswissenschaften an der Universidade Federal de Pernambuco (UFPE) und war nach dessen Abschluss 1935 mit einem Bacharel em Ciências Jurídicas e Sociais als Rechtsanwalt tätig. Er absolvierte ein postgraduales Studium der Fachrichtung Öffentliche Verwaltung an der University of Miami und arbeitete des Weiteren zwischenzeitlich von 1946 bis 1947 als Leiter der Öffentlichkeitsarbeit des Landwirtschaftsministeriums. Er war auch als Redakteur der Zeitungen „Jornal do Comércio“, „Correio Braziliense“, „Diário de Pernambuco“ und „Diário de Notícias“ tätig und Gründungsmitglied der Pressevereinigung von Pernambuco. In der Regierung von Gouverneur Oswaldo Cordeiro de Farias fungierte er zwischen 1954 und 1958 als Minister für Bildung und Kultur (Secretaria de Educação e Cultura do Estado) von Pernambuco.
1958 wurde Jurema für die Sozialdemokratische Partei PSD (Partido Social Democrático) erstmals Mitglied der Abgeordnetenkammer (Câmara dos Deputados do Brasil) und vertrat in dieser zwanzig Jahre lang bis 1978 den Bundesstaat Pernambuco, wobei er 1966 zur Nationalen Erneuerungsallianz ARENA (Aliança Renovadora Nacional) wechselte. Er absolvierte mit einem Stipendium des US-Außenministeriums zwiscchen April und Juni 1959 einen Forschungsaufenthalt in den USA und wurde 1962 Mitglied des Vorstands der Bildungsstiftung von Brasilia. Während seiner langjährigen Parlamentszugehörigkeit war er stellvertretender Vorsitzender des Ausschusses für Bildung und Kultur (Comissão de Educação e Cultura), stellvertretender Mehrheitsführer sowie Vorsitzender mehrerer parlamentarischer Untersuchungskommissionen. Er war 1971 Vorsitzender des Haushaltsausschusses (Comissão de Orçamento) und fungierte zwischen 1973 und 1974 als Erster Vizepräsident der Abgeordnetenkammer (Primeiro Vice-Presidente da Mesa Diretora) sowie 1975 als Mitglied des Ausschusses für Wissenschaft und Technologie (Comissão de Ciências e Tecnologia). 1975 bekleidete er für einige Zeit den Posten als Sondersekretär des Gouverneurs von Pernambuco, Moura Cavalcanti.
1979 wurde Aderbal Jurema Mitglied des Bundessenats (Senado Federal) und gehörte diesem als Vertreter des Bundesstaates Acre in der 46. bis 47. Legislaturperiode bis zu seinem Tode 1986 an, wobei er 1980 Mitglied der neu gegründeten Sozialdemokratischen Partei PDS (Partido Democrático Social) und zwischen 1981 und 1985 deren stellvertretender Vorsitzender war. Er engagierte sich auch als Präsident des Nationalrates der Nationalen Kampagne für Gemeinschaftsschulen CNEC (Campanha Nacional de Escolas da Comunidade), war Mitglied der Akademie für Literatur von Pernambuco APL (Academia Pernambucana de Letras) und war 1982 Literarischen Akademie Brasiliens ABL (Academia Brasiliense de Letras). Zuletzt gehörte er der am 24. Januar 1985 gegründeten Partei der liberalen Front PFL (Partido da Frente Liberal) als Mitglied an.
Für seine Verdienste wurde Aderbal 1973 Großoffizier des Ordens des Nationalkongresses (Ordem do Congresso Nacional) und erhielt 1981 den Orden von Ipiranga sowie 1982 die Verdienstmedaille von Brasilia. Sein jüngerer Bruder war der Jurist und Politiker Abelardo Jurema (1914–1999), der ebenfalls Mitglied der Abgeordnetenkammer, Bundessenator sowie zwischen 1963 und 1964 Innen- und Justizminister war.

## Veröffentlichungen
Er wurde zwei Mal mit dem Prêmio Othon Bezerra de Mello der Academia Pernambucana de Letras ausgezeichnet, und zwar 1949 für Provincianas sowie 1953 für O Sobrado na Paisagem Recifense. Zu seinen Veröffentlichungen gehören:
- 26 Poemas, 1934
- Insurreições Negras no Brasil, 1935
- O Sentido da Colonização Portuguesa no Brasil, 1942
- Democracia e Planificação, 1946
- Provincianas, 1949
- O Sobrado na Paisagem Recifense, 1952
- Poetas e Romancistas de Nosso Tempo, 1953
- Pequena Coletânea da Legislação Brasileira de Educação, Universidade Federal de Pernambuco, 1972
- Discursos Parlamentares, 1974
- Educação e outros lemas Brasileiros, 1974
- Homenagem a Gilberto Freyre, 1980
- Regionalismo & Modernismo, 1981
- Cinquenta Anos de Literatura de Jorge Amado: Oromance nordestino de Franklin Távora a Jorge Amado, 1982